# Manolis Chiotis
Manolis Chiotis (Grieks: Μανώλης Χιώτης) (Thessaloniki, 21 maart 1921 - Athene, 21 maart 1970) was een Griekse rebetika- en laiko-componist, zanger en bouzouki-speler. Hij wordt beschouwd als een van de grootste bouzouki-solisten aller tijden. Hij maakte de viersnarige bouzouki (tetrachordo) populair en introduceerde de gitaarachtige stemming, die hij beter vond passen bij het soort virtuoze spel waar hij beroemd om was. 

## Jet set
In de zomer van 1961 speelde hij voor Aristoteles Onassis en Maria Callas, prins Rainier III van Monaco en Grace Kelly. Journalist Dimitris Liberopoulos, de biograaf van Onassis, schrijft in zijn boek dat toen de twee koppels een van Chiotis' shows in Athene bijwoonden, ze vroegen om hem persoonlijk te ontmoeten om hem te feliciteren. Callas vertelde Chiotis dat ze de hele avond de teksten van zijn liedjes had vertaald voor prinses Grace en dat de Amerikaanse actrice ervan hield omdat 'ze een verliefde vrouw is'. Op dat moment vroeg Kelly aan Chiotis wat het verschil is tussen een bouzouki en een elektrische gitaar. Het antwoord van Chiotis was: "Mevrouw Callas, leg alsjeblieft aan prinses Grace uit dat de snaren van een elektrische gitaar trillen door elektriciteit, terwijl de snaren van een bouzouki door het hart trillen." 